# Gegants de l'Art Cristià
Els Gegants de l'Art Cristià són una parella de gegants olotins construïts el 1902 per celebrar la festa dels treballadors del taller de sants anomenat El Arte Cristiano. Van ser construits per Toribi Sala.
Tenen una fisonomia semblant a la dels Gegants d'Olot i, fins i tot, ballaven amb la mateixa música dels Gegants de la ciutat; fins i tot, van acompanyats d'un nan, obra de Joaquim Claret, que recorda el Cap de Lligamosques.

## Història
Durant els primers anys sortien anualment per la festa del taller que, alhora, també era la festa de l'Associació de Sant Lluc, associació que agrupava els treballadors del taller. Aquesta festivitat se celebrava el segon dissabte de juliol. Fins i tot, l'any 1902, participaren al Concurs de Gegants, Nanos i Monstres Típichs que va tenir lloc durant les Festes de la Mercè de Barcelona d'aquell any; guanyaren la medalla de plata.
El 1907 es va dissoldre l'Associació de Sant Lluc i la festa del taller va desaparèixer. Després de la Guerra Civil es va tornar a celebrar, fins a la darreria dels anys cinquanta. A partir d'aleshores, només han sortit en ocasions excepcionals, com, en algunes ocasions, a la Cercavila de les Festes del Tura o, l'any 2011, a les Festes de Santa Eulàlia de Barcelona.
Estan exposats permanentment al Museu dels Sants, que és al mateix taller de l'Art Cristià.